# Димитрије Руварац
Димитрије Руварац (Стари Бановци, 25. октобар 1842 — Сремски Карловци, 16. децембар 1931) био је српски историчар, политичар и публициста.
Брат му је био познати српски историчар Иларион Руварац. Димитрије Руварац се бавио различитим проблемима српске историје, пре свега српске културне историје од 18. до 20. века. Био је такође и политичар, писац и полемичар, један од најплоднијих публициста свог времена. Његова библиографија коју је објавио 1927. броји преко 1100 јединица.

## Биографија
Димитрије је рођен у Старим Бановцима, у свештеничкој породица. Отац попа имао је још три сина: Лазара (судију), Јована (историчара и калуђера Илариона) и Косту - књижевника активисте српске "Омладине".
Основну школу завршио је у Новим Карловцима (Сасама). Гимназију и богословију похађао је у Сремским Карловцима. Био је прво учитељ у Крушедолу и Земуну, а након рукоположења за ђакона 1866. године био је најпре капелан у Земуну, а 1870. године је постао парох горњоварошки, у цркви Свете Тројице.
Српски патријарх Георгије Бранковић је довео Руварца из Земуна у Карловце. Године 1893. постао је прота, а 1899. године постављен је на место управника манастирске штампарије у Карловцима, и библиотекара Патријаршијске библиотеке. Управник штампарије био је до 1907. године, а и након тога је остао библиотекар. Прво је био пензионисан 1910, па 1911. године постављен за библиотекара у Патријаршији. Уређивао је часопис Српски Сион у периоду између 1903. и 1914. године; смењен је због оштрих критика упућених Саборском одбору у којем су били главни радикали. Радикали су га шиканирали као политичког непријатеља; чак послали наводно једног човека да га убије. Такође је између 1911. и 1914. године уређивао је драгоцени Архив за историју Српске православне карловачке митрополије.
Био је од 1906. године дописник члан Српске Краљевске академије у Београду. А у Новом Саду почасни члан Матице српске и Историјског друштва у Новом Саду (1930). Одликован је због заслуга српским краљевским Орденом Св. Саве 2. реда.
Руварац је био велики полемичар и оштри критичар, који је својом писаном речју учествовао у међусрпским размирицама. био је то искрени патриота који се бавио историјом Срба и притом никог није штедео. Тако је објавио више политичких брошура - памфлета, посвећених др Стевану Павловићу, др Емилијану Радићу, др Алекси Ивићу и другима. Радикалима је посветио саркастичну писанију под насловом: Пукла тиква радикалска и Масни лонци. Издао је поводом свог 80. годишњег рођендана кратку аутобиографију и обимну "Библиографију својих радова". Материјално је пропадао због улагања новца за штампање својих књига.

### Нема нама лека
Становао је пред смрт у својој собици у згради Патријаршије. Имао је ванбрачну ћерку Марију са Лепосавом Будисављевић. Она је Марију родила са 16 година и није се удала за Руварца, већ се касније удала за Перу Чалманца. У некрологу се каже да је неколико година пре повлачења у осаму - "обудовио". Умро је у дубокој старости, усамљен и депресиван. Извршио је децембра 1931. године самоубиство пуцњем из револвера у Сремским Карловцима, због упорне несанице. Сахрана је била скромна и тиха; неколико пријатеља међу којима председник Матице српске Радивоје Врховац, били су једина пратња.

## Стваралаштво
Његово стваралаштво било је изузетно плодно и свестрано. У својим расправама обрађивао је политичке, нарочито црквено политичке теме, историјске и историјско-књижевне проблеме. Бавио се и објављивањем историјских извора. Био је познат као жустар и неприкосновен полемичар. У историографском погледу припадао је критичком правцу који је у српској историјској науци засновао његов брат Иларион. И сам се борио против искривљења историјске истине под утицајем традиције. Писао је велики број радова о Фрушкогорским манастирима, Карловачкој митрополији и митрополитима Павлу Ненадовићу, Вићентију Јовановићу, Мојсију Петровићу и Стефану Стратимировићу. Један од својих најзначајнијих историографских радова посветио је животу и делу великог српског историчара Јована Рајића (Јован Рајић, архимандрит 1726-1801, објављено 1902).
Значајнији радови су му:
- Ево, шта сте нам криви! (1895)
- Постанак и развитак српске црквенонародне автономије (1899)
- Српска Митрополија Карловачка око половине XVIII века (1902)
- Опис фрушкогорских манастира 1753. (1904)
- Руварац, Димитрије (1904). „О укинућу пећске патријаршије и њеном наслеђу”. Српски Сион. 14: 261—270, 293—299, 325—331.
- Руварац, Димитрије (1907). „Патријарх Јосиф Рајачић и црногорска митрополија”. Српски Сион. 17: 243—245.
- Историја Патријаршијске библиотеке (1919)
- Нацрт живота и списак књижевних радова митрополита Стратимировића (1921)